# يوسف محمد (لاعب كرة قدم ليبي)
يوسف محمد هو لاعب كرة قدم ليبي، ولد في 3 ديسمبر 1982.

## وصلات خارجية
- يوسف محمد على موقع الاتحاد الدولي (مؤرشف)  (الإنجليزية)